# Daffy Duck: The Marvin Missions
Daffy Duck: The Marvin Missions (conocido en su versión europea para Game Boy como Daffy Duck) es un videojuego de plataformas y acción publicado por Sunsoft para Super Nintendo entre 1993 y 1994 y para Game Boy entre 1994 y 1995.
El juego presenta a Duck Dodgers (el pato Lucas en el papel de héroe del espacio)en el siglo XXIV y medio, como se cuenta en las historias clásicas de Looney Tunes creadas por Chuck Jones.
A diferencia de la versión para Game Boy, la versión para SNES contiene voces digitalizadas, con Duck Dodgers haciendo algunos comentarios graciosos. Cuando es dañado, dirá alguna de las frases más célebres los años 50 del pato Lucas como Mother y You're despicable, con la interpretación de Greg Burson que fue su voz de 1993 a 1995 (la voz del pato Lucas en el cortometraje original Duck Dodgers in the 24½th Century había sido Mel Blanc).
La mayoría de la gente que diseñó y desarrolló este juego crearía después Bugs Bunny Rabbit Rampage.